# Co phong
Cổ phong är det vietnamesiska namnet på en grupp närbesläktade versmått som uppstått i Kina och använts även i Vietnam. Benämningen cổ phong kommer av kinesiskans gǔfēng 古風 "forntida vind" eller "gammelstil", vilket syftar på att dessa versmått var i bruk i Kina redan före Tangdynastin (618–907 e.Kr.) då den nyare Tangmetriken uppstod. Cổ phong uppvisar likheter med Tangmetriken men är i flera avseenden betydligt friare.
I en dikt skriven i cổ phong är alla rader lika långa, antingen fem eller sju stavelser. Antalet rader är oftast 4 eller 8, ibland 6 eller 12, ibland ännu fler. Parallellism är inte nödvändig men kan förekomma.
Rim förekommer bara i radernas sista stavelse. Det finns flera rimscheman:
- Rim i varje versrad. Då byter man rim för varje nytt verspar.
- Samma rim i alla jämna rader samt ofta även i rad 1. Övriga rader orimmade. Detta är Tangmetrikens schema.
- Dikten delas in i strofer på 4 eller 8 rader. Inom varje strof rimmar de jämna raderna samt ofta även rad 1. Övriga rader orimmade. Man byter rim vid varje ny strof.

I cổ phong saknas regler för ton, utom den att ord som rimmar på varandra ska ha samma ton (jämn eller sned).

## Exempel på cổ phong
Rimorden i fetstil.
Năm ngoái ruộng được mùa,

nhà ta bốn cót thóc.

Ăn tiêu hãy còn thừa,

bán cho con đi học.

Năm nay trời hạn hán,

mười phần thu được ba.

Ăn tiêu đương lo thiếu,

may ra được mua cà.

Con học không có tiền,

bố phải đi vay nợ.

Nhà nghèo con học được

còn hơn tiền chôn lỗ.
I fjor hade vi god skörd:

fyra plattor ris i huset.

Det räckte och blev över,

vi sålde så pojken fick gå i skolan.

I år är det torka.

Skörden är bara en tredjedel.

Vi måste snåla.

Har vi tur kan vi köpa grönsaker.

För att ha pojken i skolan utan pengar

måste far ta lån.

För en fattig familj är det bättre att pojken kan studera

än att pengarna försvinner.